# George Hires

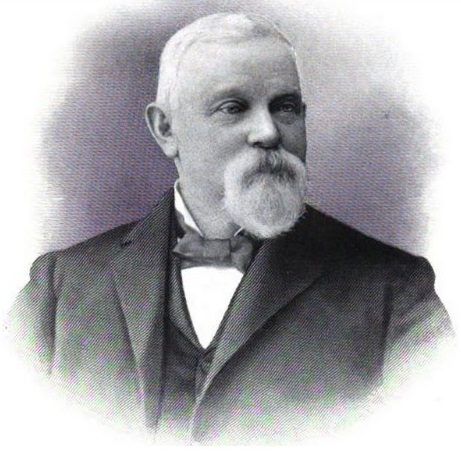
George Hires

George Hires (* 26. Januar 1835 in Elsinboro, Salem County, New Jersey; † 16. Februar 1911 in Atlantic City, New Jersey) war ein US-amerikanischer Politiker. Zwischen 1885 und 1889 vertrat er den Bundesstaat New Jersey im US-Repräsentantenhaus.

## Werdegang
George Hires besuchte die öffentlichen Schulen seiner Heimat sowie die Friends’ School. Außerdem absolvierte er eine Handelsausbildung. In den folgenden Jahren arbeitete er im Handel und im Handwerk. Gleichzeitig begann er als Mitglied der Republikanischen Partei eine politische Laufbahn. Zwischen 1867 und 1869 war er als Sheriff Polizeichef im Salem County. In den Jahren 1881 bis 1884 gehörte er dem Senat von New Jersey an.
Bei den Kongresswahlen des Jahres 1884 wurde Hires im ersten Wahlbezirk von New Jersey in das US-Repräsentantenhaus in Washington, D.C. gewählt, wo er am 4. März 1885 die Nachfolge von Thomas M. Ferrell antrat, den er bei der Wahl geschlagen hatte. Nach einer Wiederwahl konnte er bis zum 3. März 1889 zwei Legislaturperioden im Kongress absolvieren. Im Jahr 1888 verzichtete er auf eine weitere Kandidatur.
Nach dem Ende seiner Zeit im US-Repräsentantenhaus arbeitete George Hires wieder im Handel. Außerdem stieg er in das Bankgewerbe ein. 1894 nahm er am regionalen republikanischen Parteitag in New Jersey teil; zwei Jahre darauf war er Delegierter zur Republican National Convention in St. Louis, auf der William McKinley als Präsidentschaftskandidat nominiert wurde. Zwölf Jahre lang war Hires Vorstandsmitglied seiner Partei in New Jersey. Er starb am 16. Februar 1911 in Atlantic City.